# Моделювання колектора

Змодельована карта глибини геології в повній моделі поля від різницевого симулятора Merlin

Моделювання колектора — це область розробки геологічного родовища, в якій комп'ютерне моделювання використовуються для прогнозування потоку текучих середовищ (як правило, нафти, води і газу) через пористе середовище.

## Використання
Моделювання колектора використовуються нафтогазовими компаніями при розробці нових родовищ. Крім того, моделі використовуються в розвинених областях, де прогнози виробництва необхідні для прийняття інвестиційних рішень. Оскільки побудова і підтримка міцної та надійної моделі родовища часто займає багато часу і коштів, моделі, як правило, створюються тільки там, де на карту поставлені великі інвестиційні рішення. Покращення в симуляції програмного забезпечення знизили час розробки моделі. Крім того, моделі можна запускати на персональних комп'ютерах, а не на більш дорогих робочих станціях.
Для нових родовищ моделі можуть допомогти в розробці, визначаючи кількість свердловин, оптимальне заповнення свердловин, справжні і майбутні потреби в штучному підйомі і очікуваний видобуток нафти, води і газу.
Управління пластами моделі можуть допомогти в поліпшенні видобутку нафти шляхом гідравлічного розриву пласта. Також можуть бути представлені сильно нахилені або горизонтальні свердловини. Спеціалізоване програмне забезпечення може бути використане при проектуванні гідравлічного розриву, тоді поліпшення в продуктивності можуть бути включені в польову модель. Також можна оцінити майбутні поліпшення видобутку нафти з підтриманням тиску шляхом повторного закачування видобутого газу або закачування води в водоносний горизонт. Заповнення водою, що приводить до поліпшення витіснення нафти, зазвичай оцінюється за допомогою моделювання колектора.
Застосування процесів з підвищення нафтовіддачі (EOR) вимагає, щоб родовище володіло необхідними характеристиками для успішного застосування. В цій оцінці можуть допомогти модельні дослідження. Процеси EOR
включають зміщення природним газом, CO2 або азотом, полімером, лугом, поверхнево-активною речовиною або їх комбінацією. Для подання цих процесів необхідні спеціальні функції в програмному забезпеченні. У деяких сумішах застосування «розмазування» фронту повені, зване також чисельним розсіюванням, може бути проблемою.
Моделювання колектора широко використовується для визначення можливостей збільшення видобутку на родовищах важкої нафти. Видобуток поліпшується за рахунок зниження в'язкості нафти шляхом уприскування пари або гарячої води. Типовими процесами є вбирання паром (впорскування пари, потім видобуток нафти з тієї ж свердловини) і нагнітання пари (окремі парові інжектори і виробники нафти). Ці процеси вимагають застосування імітаторів з особливими характеристиками для обліку теплообміну з присутніми текучими середовищами і формацією, наступними змінами властивостей і тепловими втратами поза пластом.
Недавнім застосуванням моделювання пласта є моделювання видобутку метану вугільних пластів (CBM). Ця програма вимагає спеціалізованого симулятора CBM. На додаток до нормальних даних тріщин, моделювання CBM вимагає значень даних за вмістом газу при початковому тиску, ізотермах сорбції, коефіцієнті дифузії і інших параметрах для оцінки змін абсолютної проникності в залежності від виснаження порового тиску і газової десорбції.

## Основи

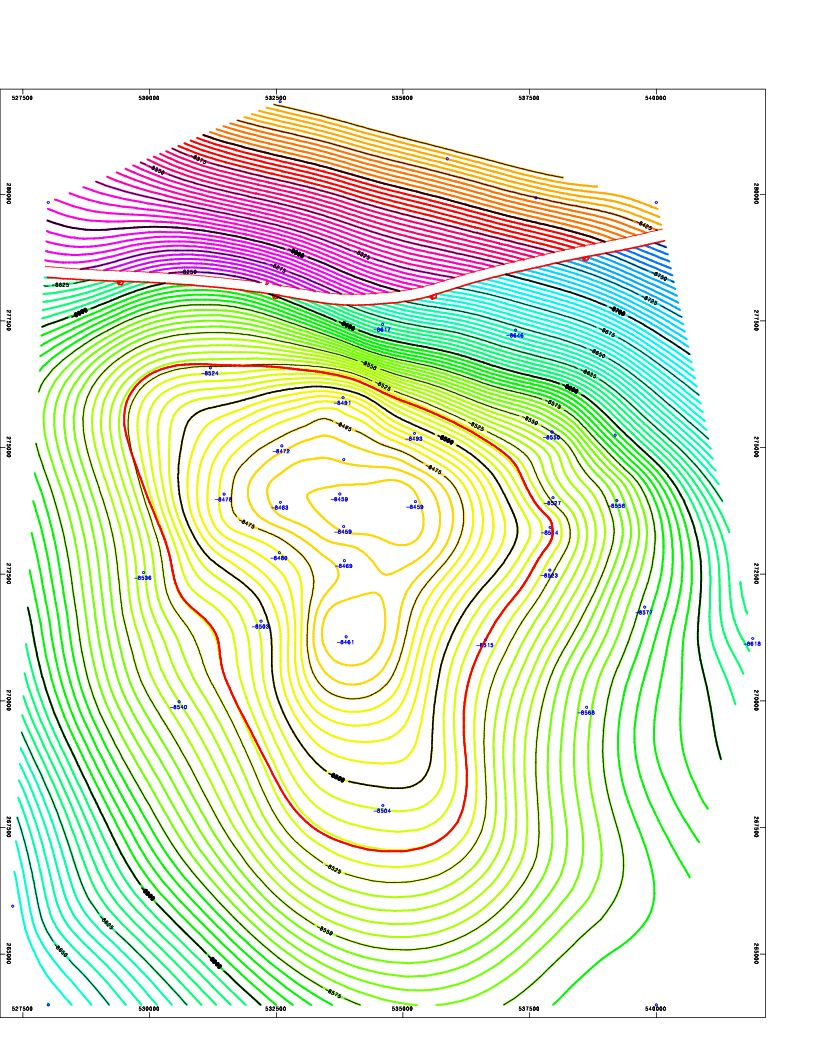
Подання підземного розлому структурної картою, створеної програмним забезпеченням для карти Contour для глибокого газонафтового резервуара глибиною 8500 футів в поле Erath, Vermilion Parish, Erath, Louisiana. Лівий-правий зазор, розташований у верхній частині карти контурів, вказує на лінію розлому. Ця лінія розриву знаходиться між синіми / зеленими контурними лініями і фіолетовими / червоними / жовтими контурними лініями. Тонка червона кругова контурна лінія в середині карти вказує на
верхню частину масляного резервуара. Оскільки газ плаває над нафтою, тонка червона лінія контуру відзначає зону контакту газ/нафту.

Традиційні симулятори скінченних різниць домінують як в теоретичній, так і в практичній роботі в моделюванні колектора. Моделювання умовного FD спирається на три фізичних концепції: збереження маси, поведінку фази ізотермічної рідини і наближення Дарсі потоку рідини через пористе середовище. Теплові імітатори (найбільш часто використовувані для важких застосувань сирої нафти) додають збереження енергії в цей список, дозволяючи температур змінюватися всередині резервуара.
Чисельні методи і підходи, загальні для сучасних тренажерів:
- Більшість сучасних програм моделювання FD дозволяють створювати тривимірні уявлення для використання одноядерних моделях. Двомірні апроксимації також використовуються в різних концептуальних моделях, таких як поперечні перерізи і моделі двовимірних радіальних сіток.
- Теоретично, звичайно-різницеві моделі допускають дискретизацію резервуара, використовуючи як структуровані, так і більш складні неструктуровані сітки, щоб точно представляти геометрію резервуара. Локальні уточнення сітки (тонша сітка, вбудована в грубу сітку) також є функцією, що надається багатьма тренажерами для більш точного уявлення ефектів багатофазного потоку поблизу стовбура свердловини. Ця «уточнена сітка» біля свердловин надзвичайно важлива при аналізі таких питань, як водо- і газоконденсація в водосховищах. Інші типи симуляторів включають в себе кінцевий елемент і раціоналізацію.
- Подання несправностей і їх передання є розширеними функціями, наданими в багатьох симуляторах. У цих моделях пропускність міжсотових потоків повинна бути розрахована для несуміжних шарів за межами звичайних з'єднань «сусід-сусід».
- Моделювання природного руйнування (відоме як подвійна пористість і подвійна проникність) — це вдосконалена функція, яка моделює вуглеводні в щільних матричних блоках. Потік йде від щільних матричних блоків до більш проникних мереж тріщин, які оточують блоки, і до свердловин.
- У імітаторі мазуту не враховуються зміни в складі вуглеводнів разом з формуванням родовища за межами рішення або еволюції розчиненого газу в маслі або випаровування або випаровування конденсату з газу.
- Симулятор композиційного резервуара розраховує PVT-властивості нафтових і газових фаз після того, як вони були встановлені в рівняння стану (EOS) у вигляді суміші компонентів. Потім симулятор використовує вбудоване рівняння EOS для динамічного відстеження переміщення обох фаз і компонентів в поле. Це досягається при збільшених витратах часу настройки, часу обчислення і пам'яті комп'ютера.

Кореляція відносної проникності

В імітаційної моделі обчислюється зміна насиченості трьох фаз (нафти, води і газу) і тиску кожної фази в кожному осередку на кожному часовому кроці. В результаті зниження тиску, як в дослідженні виснаження колектора, газ буде звільнений від нафти. Якщо тиск зростає в результаті впорскування води або газу, газ повторно розчиняється в масляній фазі.
В імітаційному моделюванні розвиненого родовища зазвичай потрібно «зіставлення історії», в якому історичне виробництво і тиск в польових умовах порівнюються з обчисленими значеннями. Вже на ранньому етапі було усвідомлено, що це, по суті, процес оптимізації, який відповідає максимальній правдоподібності. Таким чином, він може бути автоматизований, і існує кілька комерційних і програмних пакетів, призначених для досягнення саме цього. Параметри моделі коректуються до тих пір, поки відповідність не буде досягнута в польових умовах і, як правило, для всіх свердловин. Як правило, зіставляються показники водовіддачі або водо-нафтові відношення і співвідношення газ-нафта.

## Інші інженерні підходи
Також моделі можуть бути розраховані з використанням численних аналітичних методів, які включають рівняння балансу матеріалу (включаючи метод Хавле-Одех і Тарнер), методи кривої фракційного потоку (такі як метод одновимірного заміщення Баклі-Льоверетт, Дайца для похилих структур або моделей конусів), а також методи оцінки ефективності підмітання для аналізу повеней і кривих ухилу. Ці методи були розроблені і використані до традиційних або «звичайних» інструментів моделювання як обчислювально недорогі моделі, засновані на простому однорідному описі колектора. Аналітичні методи зазвичай не можуть охопити всі деталі даного резервуара або процесу, але, як правило, чисельно швидко і час від часу є досить надійними. У сучасній розробці родовищ вони зазвичай використовуються як інструменти скринінгу або попередньої оцінки. Аналітичні методи особливо підходять для оцінки потенційних активів, коли дані обмежені і час є критичним, або для широких досліджень як інструменти попереднього скринінгу, якщо необхідно оцінити велику кількість процесів і / або технологій. Аналітичні методи часто розробляються і просуваються в наукових колах або на підприємствах, проте існують комерційні пакети.

## Програмне забезпечення
Для моделювання колекторів є багато програм. Найбільш відомими (в алфавітному порядку) є:
З відкритим вихідним кодом:
- BOAST — Симулятор прикладного моделювання чорної нафти (Boast) — це безкоштовний програмний пакет для моделювання колектора, який можна отримати в Департаменті енергетики США.[1] Boast — це чисельний симулятор IMPES, який спочатку знаходить розподіл тиску для даного тимчасового кроку, потім обчислює розподіл насичення для тієї ж тимчасової ізотермічної сходинки. Останній випуск був в 1986 році, але він залишається хорошим симулятором для освітніх цілей.
- MRST — Інструментарій моделювання колектора MATLAB (MRST) розроблений SINTEF Applied Matemathics як інструментарій MATLAB®. Набір інструментів складається з двох основних частин: основного ядра, що пропонує базову функціональність і одно- і двофазних вирішувачів, і набору додаткових модулів, що пропонують більш просунуті моделі, глядачів і вирішувачів. MRST в основному призначений для швидкого прототипування і демонстрації нових методів моделювання і концепцій моделювання на неструктурованих сітках. Незважаючи на це, багато хто з інструментів досить ефективні і можуть застосовуватися до надзвичайно великих і складних моделей. [2]
- OPM — Ініціатива Open Porous Media (OPM) надає набір інструментів з відкритим вихідним кодом, заснованих на моделюванні потоку і транспортування рідин в пористих середовищах..[3]

Комерційні:
- Schlumberger INTERSECT — симулятор резервуара з високою роздільною здатністю, який виходить за рамки можливостей, пропонованих симуляторами поточного покоління. В результаті підвищується точність і ефективність планування польових робіт і зниження ризику — навіть для самих складних областей. [4]
- Schlumberger ECLIPSE — ECLIPSE Промисловий еталонний симулятор колектора, спочатку розроблений ECL (Exploration Consultants Limited) і в даний час належить, розроблений, реалізований і підтримуваний SIS (раніше відомої як GeoQuest), підрозділ Schlumberger. Назва ECLIPSE спочатку було абревіатурою від «неявні програми ECL для моделювання». Додаткові опції включають в себе уточнення локальних мереж, метану вугільних пластів, роботи на газових родовищах, вдосконалені свердловини, з'єднання пластів і поверхневих мереж.[5]
- CMG Suite (IMEX, GEM і STARS) — Група комп'ютерного моделювання в даний час пропонує три симулятора: імітатор мазуту, званий IMEX, композиційний / нетрадиційний симулятор під назвою GEM і тепловізійний симулятор процесів STARS. [6]
- Tempest MORE — це сучасний симулятор колектора наступного покоління, що пропонує мазут, композиційні та термічні варіанти.[7]
- ExcSim, повністю неявний 3-фазовий 2D модифікований симулятор резервуара мазуту для платформи Microsoft Excel® [8]
- Landmark Nexus — Nexus — це симулятор нафтогазових покладів, спочатку розроблений компанією «Алькоко», Національна лабораторія Лос-Аламоса і Cray Research. В даний час вона належить, розробляється, продається і підтримується Landmark Graphics, продуктовою лінійкою Halliburton. Nexus поступово замінить VIP, або Desktop VIP, раннє покоління симулятора Landmark.[джерело?]
- Stochastic Simulation ResAssure — ResAssure — це стохастичне програмне рішення для моделювання, засноване на надійному і надзвичайно швидкому симуляторі резервуара.[9]
- Rock Flow Dynamics tNavigator підтримує мазутні, композиційні та теплові композиційні моделі для робочих станцій і високопродуктивних обчислювальних кластерів. [10]
- Plano Research Corporation FlowSim — це повністю неявний трифазний, тривимірний, мазутовий і композиційний імітатор скінченних різницевих пластів з LGR. [11]
- GrailQuest's ReservoirGrail використовує унікальний запатентований підхід, званий Time Dynamic Volumetric Balancing[12], для моделювання резервуарів під час первинного і вторинного відновлення. [13]
- Рішення Gemini Merlin — це повністю неявний трифазний симулятор колектора скінченних різниць, спочатку розроблений в дослідницькому відділі Texaco і в даний час використовується Бюро управління океанічної енергією і Бюро з безпеки та охорони навколишнього середовища для розрахунку найгірших випадків розряду і тиску розриву / стиснення для обсадних колон.[14][15]